# Zhou Yu (hockey sur gazon)
Pour les articles homonymes, voir Zhou.
Zhou Yu née le 14 mai 1997, est une joueuse chinoise de hockey sur gazon.

## Carrière
Elle a fait ses débuts en octobre 2016 à Singapour pour concourir au Champions Trophy d'Asie 2016.

## Palmarès
- : 3e au Champions Trophy d'Asie 2018.
- : 3e aux Jeux asiatiques en 2018.
- : 3e au Champions Trophy d'Asie 2021.